# Akatdamkoeng Raphiphat
Le prince M.C. (Mom Chao) Akatdamkoeng Raphiphat ou Arkartdamkeung Rapheephat (en thaï หม่อมเจ้าอากาศดำเกิง รพีพัฒน์), né au Royaume du Siam le 12 novembre 1904 et mort le 18 mai 1932 à Hong Kong, alors colonie britannique, à l’âge de 27 ans, est un des petits-fils du roi Rama V. Il est le fils du prince de Ratchaburi, Raphee Phattanasak (en) (thaï พระเจ้าบรมวงศ์เธอ กรมหลวงราชบุรีดิเรกฤทธิ์) et de Aon Rapheephat na Ayudhya (thaï หม่อมอ่อน รพีพัฒน์ ณ อยุธยา). Il est connu sous le pseudonyme de Wora Sawet (วรเศวต) c’est-à-dire « La blanche bénédiction ».  
Écrivain thaï, il a publié plusieurs romans dont Lakone Heng Tchîwit (« Le cirque de la vie » traduit en anglais sous le titre The circus of life) en 1929, le premier roman autobiographique en thaï. 

## Biographie

### Jeunesse
Akatdamkoeng Raphiphat étudie d’abord à l'Assumption College (thaï : โรงเรียนอัสสัมชัญ) de Bangkok, une école religieuse où, à l’époque, les cours sont donnés en français. Il poursuit ses études au lycée Debsirin (thaï : โรงเรียนเทพศิรินทร์), une école pour garçons de l’aristocratie thaïlandaise et s'intéresse déjà à la littérature et à l'écriture. Il rencontre dans ce lycée le futur grand écrivain Kulap Saipradit (Sri Burapha) dont il partage les idées et les choix littéraires. Ensemble, ils rédigent des manuels de classe. Akatdamkoeng Raphiphat est un jeune homme mal intégré dans son milieu qui prend conscience très tôt des inégalités sociales qu'il se refuse à admettre.  
Il part ensuite étudier le droit à l’Institut Middle Temple de Londres. Peu intéressé par le droit, il préférait étudier le français, le journalisme et l'histoire et passer son temps avec les journalistes britanniques. Il échoue à devenir avocat. Il reçoit une bourse du roi Rama VII pour continuer ses études en sciences politiques à l’université de Georgetown, aux États-Unis, mais il tombe malade et doit retourner en 1928 au Siam avant d'avoir terminé son cursus. Il profite du voyage retour pour visiter le Japon.

### Carrière d'écrivain
À son retour à Bangkok, Akatdamkoeng Raphiphat travaille dans la fonction publique au ministère des postes et au ministère de la santé. Il écrit son premier roman intitulé ละครแห่งชีวิต (Lakhon Haeng Chiwit, « Le Théâtre de la vie »), lorsqu’il travaille au ministère de la santé. Ce roman, paru en 1929, est considéré comme le premier roman autobiographique de la littérature thaïlandaise : il mélange fiction et de nombreux éléments autobiographiques, racontant l'histoire d'un jeune thaï qui part étudier en Angleterre et qui se heurte à la difficulté d'être partagé entre deux cultures, entre l'Orient et l'Occident. Il reçoit pour sa publication, le soutien du prince de la province de Nakhon Sawan, Paribatra Sukhumbandhu (en), chef de cabinet du ministère de l’intérieur qui donne de l’argent pour publier 2 000 exemplaires du roman. Celui-ci est mis en vente à 3,50 bahts l’unité, un prix élevé à l’époque, mais tous les exemplaires sont vendus et il doit être republié.  
En 1930, il publie ผิวเหลืองหรือผิวขาว (Pio Lueang rue Pio Khao, « La peau jaune ou la peau blanche ») dont le nom sera changé plus tard en ผิวเหลืองผิวขาว (Pio Lueang Pio Khao, « Peau jaune, Peau blanche »), un livre sur les rapports quasi-impossibles entre Occidentaux et Asiatiques, à travers l'union malheureuse entre une jeune anglaise et un prince indien. 
Il publie ensuite des nouvelles dans différentes revues et en rassemble certaines dans les recueils วิมานทลาย (Wiman Thalai, « Paradis ruiné ») et ครอบจักรวาล (Khrop Chak Kra Wan, « Cosmopolite »).
Il part vivre à Hong Kong à la fin du mois de janvier 1931, pour fuir ses déboires financiers et sentimentaux. Il survit en écrivant des articles en anglais pour des journaux de Hong Kong.

### Décès
Akatdamkoeng Raphiphat décède le 18 mai 1932, pendant les commémorations du 150e anniversaire du royaume de Rattanakosin à Bangkok, un mois avant la révolution siamoise de 1932. Officiellement son décès serait dû à une crise de paludisme, mais un témoin affirme qu’il se serait suicidé en ouvrant le gaz.

## Principales œuvres
(les titres en français sont des traductions littérales, il n’existe pas de traductions publiées)

### Romans
- Lakhon Haeng Chiwit, en thaï ละครแห่งชีวิต (« Le théâtre de la vie »), première publication en 1929. Ce roman a été traduit en anglais par Phongdeit Jiangphattanarkit et édité par Marcel Barang sous le titre The Circus of Life (Bangkok, TMC, 1995, 255 p.).
- Pio Lueang Pio Khao, en thaï ผิวเหลืองผิวขาว (« Peau jaune, Peau blanche »), publié en 1930.

### Recueils de nouvelles (
Plusieurs de ses nouvelles ont été rassemblées dans les deux recueils suivants :
- Wiman Thalai, en thaï วิมานทลาย (« Paradis ruiné » ou « Le paradis écroulé »), publié en 1931.
- Khrop Chak Kra Wan, en thaï ครอบจักรวาล (« Cosmopolite » ou « L'univers tout entier »), publié en 1962.

### Autres nouvelles
- Dara Khuchip, en thaï ดาราคู่ชีพ (« Vedette de ma vie »), publiée dans le journal Thai Khasem (en thaï หนังสือพิมพ์ไทยเขษม), en 1931.
- Chok Manut, en thaï โชคมนุษย์ (« La chance des humains »), publiée dans le journal Suphap Burut, en thaï หนังสือพิมพ์สุภาพบุรุษ, en 1931.
- Amnat Kod Thammada, en thaï อำนาจกฎธรรมดา (« Le pouvoir des règles de vie »), publiée dans le journal Suphap Burut (en thaï หนังสือพิมพ์สุภาพบุรุษ), en 1931.
- Ruang Chiwit Thi 1, en thaï เรื่องชีวิตที่ 1 (« Histoire de la vie, partie 1 »), publiée dans le livre Sap Thaï, en thaï หนังสือคำศัพท์ไทย, en 1931.
- Ruang Chiwit Thi 2, en thaï เรื่องชีวิตที่ 2 (« Histoire de la vie, partie 2 »), publiée dans le livre Sap Thaï, en thaï หนังสือคำศัพท์ไทย, en 1931.